# Rosen Zhelyazkov
Rosen Zhelyazkov (búlgar: Росен Димитров Желязков)  (Sofia, 5 d'abril de 1968) és un polític búlgar de Ciutadans pel Desenvolupament Europeu de Bulgària (GERB) que actualment és primer ministre de Bulgària des del 16 de gener de 2025.

## Biografia
Rosen Jeliazkov té un màster en Dret per la Universitat de Sofia. Fou nomenat tinent d'alcalde del districte de Lozenets, al municipi de Sofia entre  1998 to 1999, secretari del municipi de Sofia entre 2003 i 2009 i secretari General del Consell de Ministres entre 2009 i 2013.
El 20 de setembre de 2018, Zhelyazkov va ser nomenat Ministre de Transports, Tecnologies de la Informació i Comunicacions del govern de Boiko Boríssov després de la dimissió del seu predecessor, Ivaylo Moskovski, arran d'un accident de trànsit prop de la ciutat de Svoge, conservant el càrrec fins el final de la legislatura en maig de 2021.
Entre el 19 d'abril de 2023, després de les eleccions legislatives búlgares de 2023 i el 25 d'abril de 2024, quan es va trencar l'acord de govern de Ciutadans pel Desenvolupament Europeu de Bulgària (GERB) i Continuem el Canvi-Bulgària Democràtica va ser el President de l'Assemblea Nacional, convocant-se noves eleccions per al juny de les que no es va aconseguir formar un govern.

### Primer ministre
Després de mesos de negociacions després de les eleccions legislatives búlgares d'octubre de 2024, el 14 de gener de 2025 es va arribar a un preacord per a formar un nou executiu encapçalat per Rosen Zhelyazkov de Ciutadans pel Desenvolupament Europeu de Bulgària (GERB) integrat pels conservadors del GERB, els socialdemòcrates de Coalició per Bulgària (BSP) i el populista Existeix un Poble (ITN), amb el suport d'Aliança pels Drets i les Llibertats (DPS–Dogan) que no entraria a la coalició tripartida.
L'oposició va fracassar el 3 d'abril de 2025 en derrocar el gabinet amb una moció de censura i el 15 d'abril, DPS–Dogan va anunciar que retiraria el seu suport al govern, que va superar una nova moció de censura el 16 d'abril.